# Ficus vitiensis
Ficus vitiensis är en mullbärsväxtart som beskrevs av Berthold Carl Seemann. Ficus vitiensis ingår i släktet fikonsläktet, och familjen mullbärsväxter. Inga underarter finns listade i Catalogue of Life.